# ŽBK Spartak Sint-Petersburg

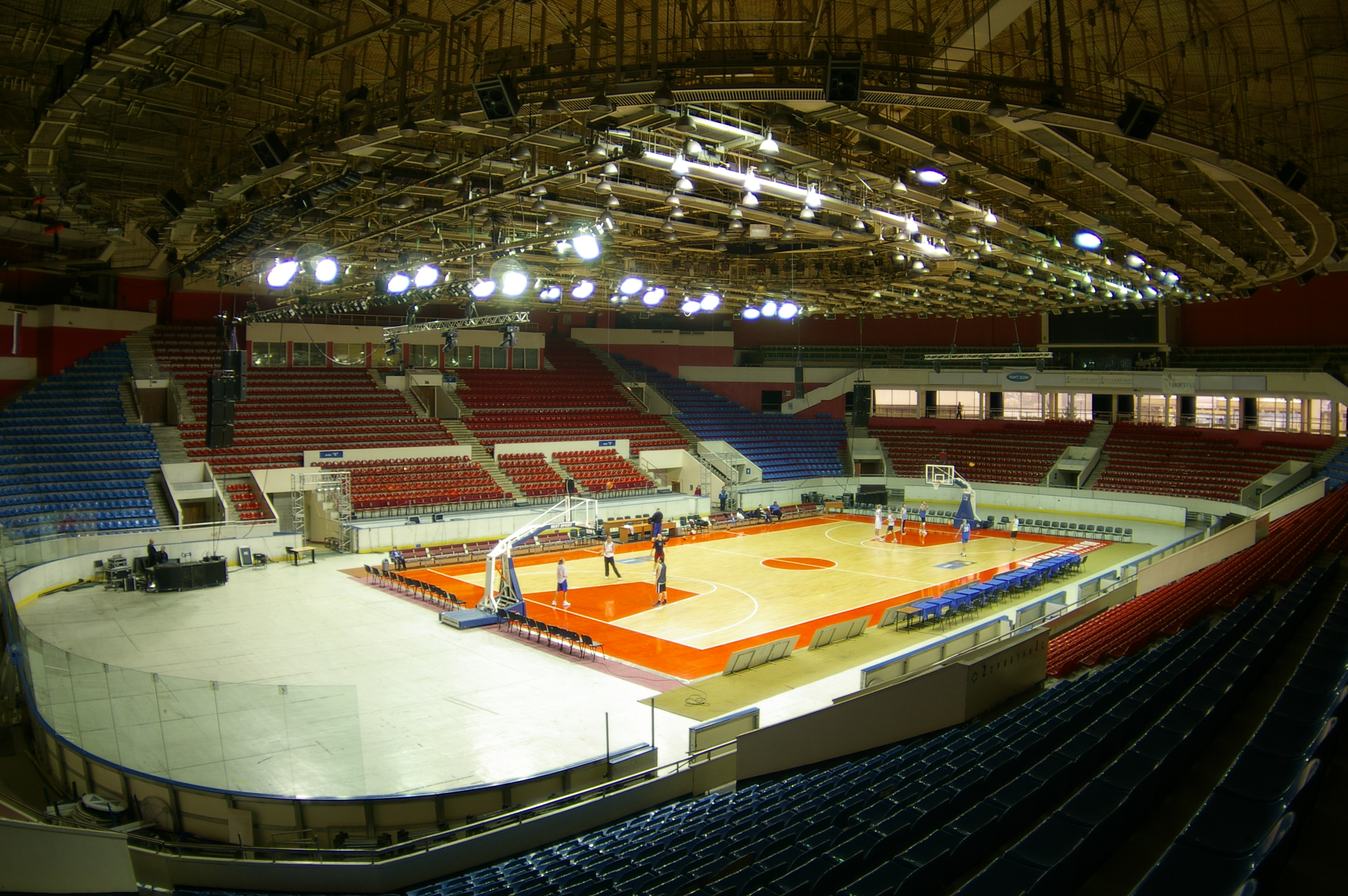
Sportpaleis Joebilejny in Sint-Petersburg.

Zjenskij basketbolnyj kloeb Spartak Sint-Petersburg (Russisch: Женский Баскетбольный клуб Спартак Санкт-Петербург) was een professionele Russische damesbasketbalclub uit Sint-Petersburg, Rusland. De club speelde in de Russische superliga B.

## Geschiedenis

### Sovjet-Unie
In de tijd van de Sovjet-Unie was de naam van de club nog Spartak Leningrad maar na het uiteenvallen van de Sovjet-Unie is de huidige naam Spartak Sint-Petersburg. In 1972 t/m 1975 was Spartak vier keer op rij succesvol in de Ronchetti Cup. In 1972 won Spartak van Voždovac Belgrado uit Joegoslavië met 84-63 en 86-61. In 1973 won Spartak van Slavia VŠ Praag uit Tsjecho-Slowakije met 64-55 en 76-37. In 1974 won Spartak van GEAS Basket uit Italië met 68-58 maar verloor de tweede wedstrijd met 57-65. Maar dit was genoeg voor de eindoverwinning. In 1975 won Spartak van Levski-Spartak Sofia uit Bulgarije met 64-59 en 79-54. Ook werd Spartak landskampioen van de Sovjet-Unie in 1974. Dit was de sterkste periode van Spartak. Ook werd Spartak in die periode vijf keer tweede in 1970, 1971, 1972, 1973 en 1975. In 1987 werd de club overgenomen door de fabriek Elektrosila, waar elektrische apparaten werden geproduceerd. De naam werd nu Elektrosila Leningrad. Na de ineenstorting van de Sovjet-Unie, stopte Elektrosila als sponsor. De belangrijkste spelers waren Irina Akelova, Jelena Kroepenina, Tamāra Kaljagina, Nadezjda Zacharova, Nina Koerova, Tatjana Lemechova, Aleksandra Ovtsjinnikova en Larisa Sjirokova.

### Rusland
In 1992 veranderde de naam van Spartak in Force-Majeure Sint-Petersburg. In 1998 stopte het team op het hoogste niveau. In 1999 kwam het team weer terug. Nu was de naam Baltiejskaja Zvezda Sint-Petersburg (Baltische Ster Sint-Petersburg). In 2002 verloor Baltiejskaja Zvezda de finale om de Baltic League van Lietuvos Telekomas uit Litouwen met 65-76. In 2004 won Baltiejskaja Zvezda de finale om de EuroCup Women van Szolnoki MÁV Coop uit Hongarije met 68-64. In 2007 veranderde de naam weer terug in Spartak Sint-Petersburg. In 2011 verloor Spartak weer de finale om de Baltic League van VIČI-Aistės Kaunas uit Litouwen met 72-85. In 2012 werd Spartak wegens financiële problemen terug gezet naar de Russische superliga B. In 2013 werd de club opgeheven. In 2013 werd een nieuwe club opgericht. Ladoga Sint-Petersburg. Sinds 2017 is de naam Spartak terug in de Russische competitie. De clubkleuren veranderde van blauw naar rood net als het mannen team. In 2021 werden ze derde in de Russische superliga B.
Sinds 2 oktober 2018 is oudinternational Natalja Vodopjanova de president van Spartak Sint-Petersburg.

## Erelijst
- Landskampioen Sovjet-Unie: 2
  - Winnaar: 1974, 1990
  - Tweede: 1970, 1971, 1972, 1973, 1975, 1987
  - Derde: 1938, 1940, 1976, 1988
- Landskampioen Rusland:
  - Tweede: 1995
  - Derde: 1993, 2004
- Landskampioen Rusland:  (divisie B)
  - Tweede: 2001, 2024
  - Derde: 2021
- Women Basketball European Cup Winners' Cup / European Cup Liliana Ronchetti: 4
  - Winnaar: 1972, 1973, 1974, 1975
- EuroCup Women: 1
  - Winnaar: 2004
- Baltic League:
  - Runner-up: 2002, 2011
- FIBA Women's World League:
  - Derde: 2004

## Bekende (oud-)spelers

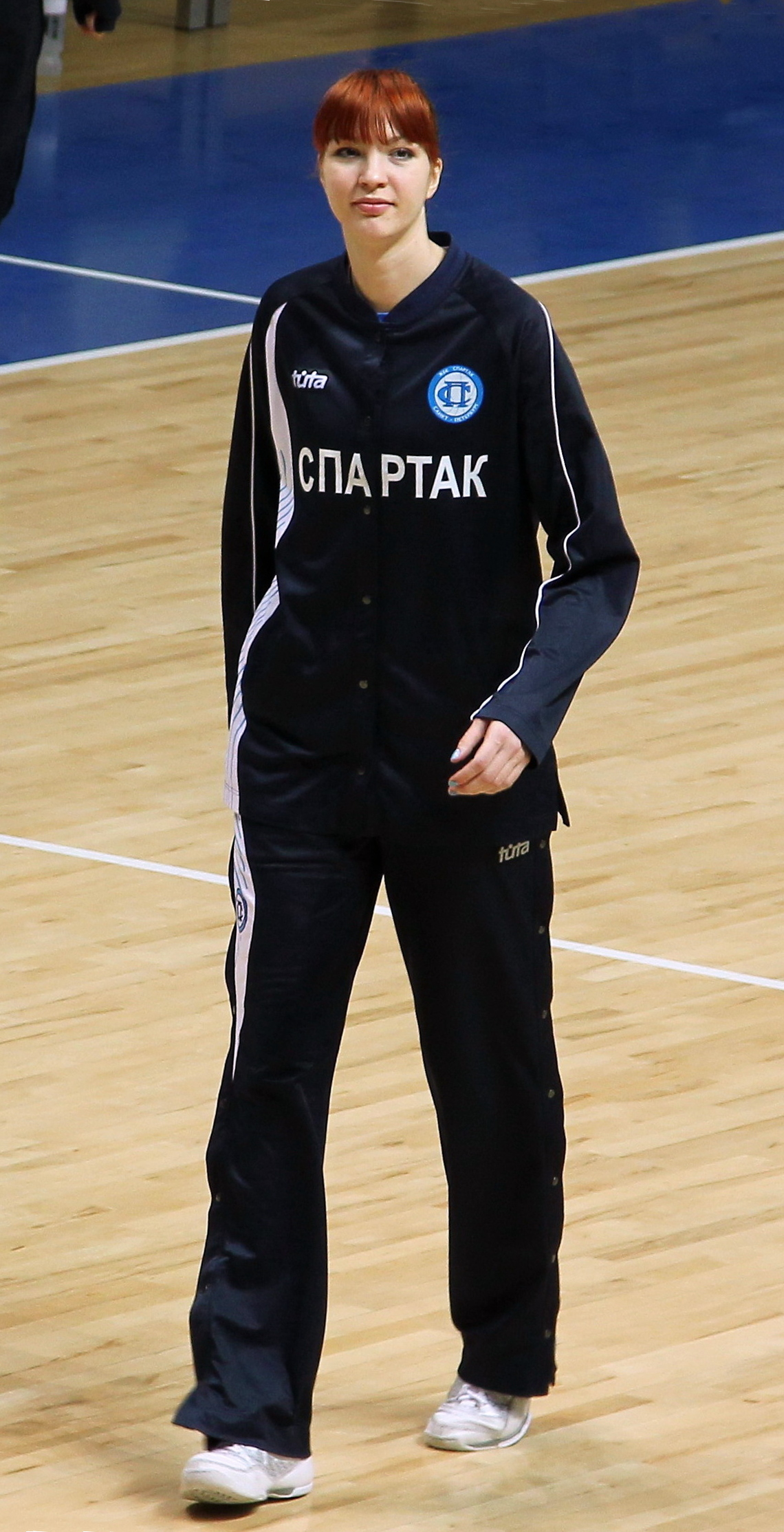
Aleksandra Koelitsjeva.

| - - Olga Afanasjeva - - Irina Akelova - - Natalja Aleksejeva - - Olga Gomelskaja - - Olga Jakovleva - - Jekaterina Jersjova - - Zinaida Kobzeva - - Larisa Koeriksja - - Nina Koerova - - Jelena Kroepenina - - Tatjana Lemechova - - Joelia Nekrasova | - - Aleksandra Ovtsjinnikova - - Nina Poznanskaja - - Irina Roetkovskaja - - Maria Samoroekova - - Larisa Sjirokova - - Jelena Vasilieva - - Nadezjda Zacharova - - Natalja Zasoelskaja - - Nina Zjoeravleva - - Tamara Kaljagina - - Ljoedmyla Rogozjyna - - Tatjana Ivinskaja | - Kristina Alikina - Anastasia Anderson - Jekaterina Saveljeva - Jevgenia Beljakova - Olga Firsova - Anastasia Fomina - Olga Jakovleva - Maria Kalmykova - Jelena Karpova - Aleksandra Koelitsjeva - Ksenia Lapteva - Aleksandra Latysjeva | - Anastasia Loginova - Ljoebov Paskalenko - Natalja Perevoznikova - Anna Petrakova - Jekaterina Roezanova - Elen Sjakirova - Natalja Zjedik - Irina Crasnoscioc - Olena Fenko - Jelena Solovjova - - Katsjaryna Snytsina - Kristen Sharp - DeMya Walker |

## Bekende (oud-)coaches
- - Aleksandr Gomelski (1948-1953)(Spartak)
- - Stanislav Geltsjinski (1961-1977)(Spartak)
- - Jevgeni Kozjevnikov (1980-1987)(Spartak)
- - Jevgeni Kozjevnikov (1987-1991)(Elektrosila Leningrad) - Kira Trzjeskal (ass.) (1989-1991)
- Jevgeni Kozjevnikov (1992-1996)(Force-Majeure)
- Anatoli Tsedrik (1996-1997)(Force-Majeure)  Kira Trzjeskal (ass.)
- Kira Trzjeskal (1997-1998)(Force-Majeure)
- Kira Trzjeskal (1998-2004)(Baltiejskaja Zvezda)
- Sergej Soemenkov (2004)(Baltiejskaja Zvezda)
- Jevgeni Borzilov (2005)(Baltiejskaja Zvezda)
- Andrej Makejev (2005-2006)(Baltiejskaja Zvezda)
- Leonid Jatsjmenjov (2006)(Baltiejskaja Zvezda)
- Aleksandr Chartsjenkov (2006-2007)(Baltiejskaja Zvezda)
- Kira Trzjeskal (2007)(Spartak)
- Jevgeni Kisoerin (2007-2009)(Spartak)
- Saulius Vadapalas (2009-2010)(Spartak)
- Gennadi Schetinin (2010-2011)(Spartak)
- Dmitri Donskov (2011-2012)(Spartak)
- Andrej Doloptsji (2012-2013)(Spartak)
- Irina Plesjakova (2013-2017)(Ladoga)
- Irina Plesjakova (2017-heden)(Spartak)

## Vroegere tenue
| Spartak thuis 2007-2013 | Spartak uit 2007-2013 | Ladoga thuis 2013-2017 | Ladoga uit 2013-2017 |